# Monika Rogozińska
Monika Marta Rogozińska (ur. 29 lipca 1954 w Warszawie) – polska dziennikarka, taterniczka i alpinistka.

## Życiorys

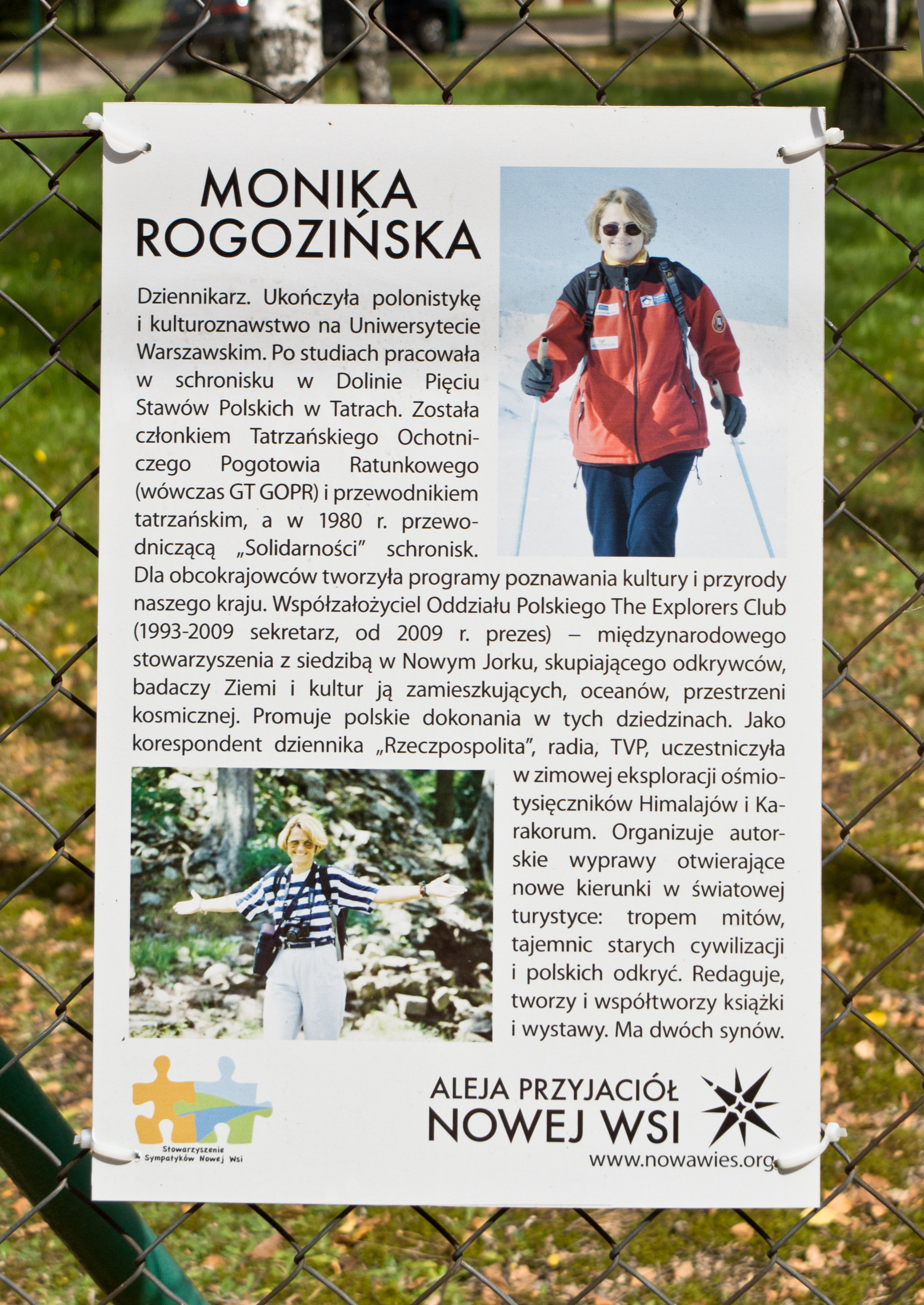
Tablica o Monice Rogozińskiej w Nowej Wsi

Córka Mariana i Teresy, wnuczka Juliana Krzyżanowskiego. Pierwszy raz w Zakopanem była w wieku 9 lat. Jako nastolatka wędrowała samotnie po polskich i słowackich Tatrach. Jej pierwszą audycją radiową był wywiad z Juliuszem Żuławskim. Pracowała w schronisku PTTK w Dolinie Pięciu Stawów Polskich, gdzie pisała pracę magisterską na temat inscenizacji Dziadów Adama Mickiewicza. Na studiach pojechała w Alpy; na wyjazd pracowała w Londynie. Wspinała się pod Chamonix-Mont-Blanc i pod Zermatt, weszła także na Monte Rosa.
Ukończyła studia z kulturoznawstwa i studia polonistyczne w 1977 roku na Uniwersytecie Warszawskim.  Zdobyła uprawnienia na przewodnika tatrzańskiego, będąc w ciąży. Była przygotowywana na ratowniczkę Tatrzańskiego Ochotniczego Pogotowia Ratunkowego w 1979 roku, złożyła przyrzeczenie w 1982 roku jako ostatnia kobieta przyjęta do tego stowarzyszenia (taki stan rzeczy zmienił się w 2013 roku, kiedy na ratowniczkę zaprzysiężono Ewelinę Wiercioch). W 1980 roku pojechała w Himalaje, gdzie towarzyszyła wyprawie Andrzeja Zawady na Mount Everest. Jako jedna z pierwszych Europejek przeszła lodospad Khumbu na lodowcu o tej samej nazwie. W 1980 roku została przewodniczącą Niezależnego Samorządnego Związku Zawodowego „Solidarność” w schroniskach. Wyszła za mąż, ma dwóch synów, małżeństwo nie przetrwało. Po powrocie do Warszawy pracowała w Towarzystwie Literackim im. Adama Mickiewicza. Poza Tatrami i Alpami wspinała się również w Andach.
Towarzyszyła Krzysztofowi Wielickiemu jako korespondentka podczas jego wyprawy na Makalu. Uczestniczyła w wyprawie na Nanga Parbat (1997 rok), podczas której wystąpiło trzęsienie ziemi – brała wówczas udział w akcji ratunkowej towarzysza ekspedycji. Podczas wyprawy na K2 w latach 2002–2003 jako pierwsza wysłała noty prasowe oraz film transmitowany w polskiej telewizji, nadany z chińskiej strony góry.
Należy do The Explorers Club, którego polski oddział współtworzy od 1993 roku. Była jego sekretarzem i prezesem (od 2009 roku). Wchodziła w skład kapituły Nagrody im. Benedykta Polaka (2023). Interesuje się sztuką sakralną; w 2023 roku podarowała kopię Obrazu Matki Boskiej Częstochowskiej kaplicy w Radoszynie. Mieszka w Warszawie.

## Nagrody
- Citation Merit – nagroda The Explorers Club (2004)[7]
- Nagroda Europejskiego Forum Właścicielek Firm (2006)[12]
- Sweeney Medal – nagroda The Explorers Club (2013)[13][14] – jako pierwsza Polka[14]
- Nagroda specjalna Columbus Award – za całokształt twórczości (2018)[7]

## Twórczość
Pisała artykuły m.in. do „Rzeczpospolitej”, „National Geographic” i „Do Rzeczy”. Pracowała jako korespondentka m.in. dla Telewizji Polskiej, Polskiego Radia.

### Publikacje książkowe
- Nie lubię chodzić po cudzych śladach... o życiu i dziełach Ryszarda Wiktora Schramma (współautorka[18]; Wydawnictwo Poznańskie 2009)[19]
- Lot koło Nagiej Damy (Bernardinum, 2016) – historia Henryka Franczaka[16]; książka górska roku 2016 (ex aequo) w kategorii wspomnienia i autobiografia na XXI Festiwali Górskim w Lądku–Zdroju[5]
- Olgierd Budrewicz dżentelmen w podróży: wspomnienia przyjaciół (współautorka; Instytut Wydawniczy Erica, 2016)[20]
- Polowanie na Matkę (Paulinianum, 2017) – reportaż[21] o peregrynacji kopii Obrazu Matki Boskiej Częstochowskiej[22]